# Коломенская духовная семинария
Коло́менская духо́вная семина́рия (КДС) — высшее учебное заведение Русской Православной Церкви, которое готовит священно- и церковнослужителей для Московской митрополии.
Расположена рядом с Богоявленским Старо-Голутвиным мужским монастырём города Коломны Московской области.

## История семинарии
История Коломенской православной духовной семинарии (в дальнейшем Коломенская семинария, или КДС, КПДС) начинается в первой половине XVIII века, при императоре Петре I. В 1721 г. согласно Духовному Регламенту — основному документу, определяющему жизнь Церкви в этот период — в каждой епархии следовало открыть «архиерейские школы» для обучения детей духовенства. Стали открываться семинарии: в Петербурге и Нижнем Новгороде (1721 г.), в Харькове и Твери (1722 г.), наконец, в Коломне, Казани, Холмогорах и Вятке (1723 г.). Таким образом, Коломенская семинария была основана в 1723 году, хотя первоначально она именовалась архиерейской школой.
Открытие её совершилось при епископе Коломенском Иоанникии.

### Коломенская духовная семинария (1723—1800)
В 1723 году митрополитом Иоанникием была основана архиерейская школа в Коломне.
В 1731 году епископ Коломенский Вениамин (Сахновский) преобразовал архиерейскую школу в собственно семинарию, или славяно-латинскую школу.
В 1739—1740 годы епископ Коломенский Киприан (Скрипицын) окончательно сформировал структуру школы.
Первоначально Коломенская семинария расположилась в келейном корпусе Свято-Троицкого Ново-Голутвина женского монастыря, вблизи архиерейского дома. Семинария содержалась на доходы архиерейского дома и сборы с церковных и монастырских земель.
Как и во всех прочих открытых в России духовных школах, в Коломенской семинарии за образец была принята Киевская духовная школа. В начальных классах преподавались общеобразовательные дисциплины, в старших — богословские. Языки изучались на протяжении всего 8‑летнего обучения, причём многие предметы преподавались на общеевропейском тогда латинском. Это осложняло обучение, но в будущем давало возможность свободно читать мировую латиноязычную литературу: творения святых отцов, научные, философские сочинения. Знание латыни составляло фундамент классического образования.
Дисциплина в семинарии в XVIII веке была довольно строгой, напоминая монастырскую. Начальство семинарии, ректор, префе́кт (заместитель ректора), надзиратели и ученики жили вместе. Семинаристы были отделены от вольностей домашней жизни, редко могли видеться с родными — как и сейчас, это являлось важным элементом воспитания будущих священнослужителей.
На 1788 год количество студентов семинарии составляло 322 человека. Богословие преподавал ректор, философию — префект; грамматику, риторику и поэзию — миряне. В учебный план входило также Евангелие, катехизис, физика, дисциплина «о должностях человека», история, география, арифметика и информатория. Помимо славянского и латинского, изучались иностранные языки: греческий, немецкий и французский. В числе учителей были клирики Успенского кафедрального собора г. Коломны.
Здесь начинал своё образование митрополит Московский Платон (Левшин), крупнейший русский иерарх и богослов XVIII века.
В 1791—1799 гг. Здесь обучался будущий митрополит Московский и Коломенский святитель Филарет (Дроздов), выдающийся иерарх и государственный деятель, первый доктор богословия в России; канонизирован Русской Православной Церковью.

### Коломенское духовное училище (1800—1917)
В 1799 году с упразднением Коломенской епархии семинария была назначена для перевода в Тулу вместе с кафедрой епископа (указом Святейшего Синода от 19 декабря 1799 года).
В сентябре-октябре 1799 года в докладе Святейшего Синода об образовании новых епархий бывшая Коломенская семинария уже названа Тульской семинарией, по имени новообразованной Тульской епархии. Перевод семинарии осуществился в начале февраля 1800 года. Около года Тульская семинария не имела места расположения и смогла начать работу не ранее марта 1801 года. Ассигнования, полагавшиеся Святейшим Синодом для бывшей Коломенской семинарии, отныне стали выделяться на нужды Тульской. В самой же Коломне, присоединённой к Московской епархии, было образовано 2-годичное Коломенское духовное училище (что статусом ниже семинарии). Для его материальной поддержки было создано православное братство им. св. Филарета Милостивого, так как многие воспитанники училища были из небогатых семей. В училище действовало регентское отделение.
Среди известных выпускников Коломенского духовного училища были: профессор богословия Н. П. Гиляров-Платонов, первенствующие члены Святейшего Синода будущие митрополиты Санкт-Петербургские Исидор (Никольский) и Никанор (Клементьевский), московские протоиереи Николай Сергиевский, Павел Озерецковский и другие.
В 1918 году училище было упразднено. Возрождение духовной школы стало возможным лишь через 72 года.

### Московское епархиальное духовное училище (1990—1996)
По благословению митрополита Крутицкого и Коломенского Ювеналия в одном из зданий Свято-Троицкого Ново-Голутвина монастыря (одноэтажном южном корпусе) в 1990 году открылось Московское епархиальное духовное училище с 2-летним курсом обучения во главе с протоиереем Николаем Качанкиным, настоятелем Успенского кафедрального собора Коломны.
В 1994 году был создан хор студентов Коломенского духовного училища, впоследствии ставший частью хора духовенства Московской епархии.
В 1995 году после реставрационных работ в одном из братских корпусов Старо-Голутвина монастыря туда было переведено Коломенское духовное училище, с переходом на 3-летний срок обучения.
За время 6-летнего существования духовного училища (1990—1996) было 3 выпуска учащихся, в большинстве своём принявших священный сан.

### Коломенская духовная семинария (с 1996)
В начале 1996 года решением Священного синода Русской православной церкви Московское епархиальное училище было преобразовано в Коломенскую духовную семинарию с введением 4-летнего срока обучения. Семинарию посетили председатель учебного комитета Русской православной церкви епископ Верейский Евгений (Решетников), профессора МДАиС протоиерей Владислав Цыпин и богослов Алексей Осипов.
10 октября 1996 года митрополитом Крутицким и Коломенским Ювеналием была освящена семинарская церковь в честь Введения во храм Пресвятой Богородицы, построенная в 1811 году при построении колокольни Старо-Голутвина монастыря. Восстанавливалась семинарией в 1995—1996 годах.
Весной 1997 года в Старо-Голутвином монастыре был совершён первый монашеский постриг одного из семинаристов.
Первый выпуск КДС состоялся в 1998 году. В том же году открылось заочное отделение КДС.
В 1999 году состоялось вступление КДС во Всемирную организацию православной молодёжи Синдесмос.
В 2002 году Коломенская семинария перешла на новую пятилетнюю систему обучения, став высшим учебным заведением. В этом же году была проведена повторная аттестация — Коломенскую духовную семинарию признали вошедшей в шестёрку лучших учебных заведений Русской православной церкви. Первый выпуск КДС по новой системе состоялся в 2004 году.
К 2003 году стараниями семинарии был построен хозяйственный корпус с баней и другими помещениями. Началось регулярное облагораживание прилегающей территории. К 2004 году силами студентов и сотрудников семинарии были восстановлены из руин два братских корпуса монастыря, где расположилась семинария. В одном, Западном корпусе (Академическом), разместились администрация, учебные аудитории и временно трапезная и келии. В другом, Восточном корпусе (Введенском) — актовый зал и общежитие. На месте монастырской кузницы и конюшенного двора был построен новый корпус, где расположилась трапезная с пищеблоком, склад и библиотека. Параллельно шло восстановление остальных зданий Старо-Голутвина монастыря.
В августе 1999 года семинарию и монастырь посетил патриарх Московский и всея Руси Алексий II во время своего второго визита в Коломну.

Вид новой Коломенской семинарии

В 2008 году началось строительство нового большого комплекса зданий КПДС, за внутренней южной стеной Старо-Голутвина монастыря.
18—19 июня 2011 года были освящены и установлены купол будущего храма Трёх святителей, купола на звонницу и кресты. 5 декабря 2011 года были освящены и подняты колокола на звонницу храма. Тринадцать уникальных колоколов отлиты на заводе Валерия Анисимова в Воронеже. Финансирование осуществил российский Фонд просвещения «МЕТА». Освящение куполов и колоколов совершил митрополит Крутицкий и Коломенский Ювеналий.
12 августа 2012 года патриарх Московский и всея Руси Кирилл освятил храм Трёх святителей новой семинарии, а также возвёл в сан епископа ректора семинарии архимандрита Константина (Островского). Днём ранее освящены административный, учебный и жилой корпуса семинарии.
Учебный, административный и жилой корпуса семинарии общей площадью около 10 тысяч м² сделали возможным значительно увеличить количество слушателей семинарии. После открытия нового комплекса зданий Коломенская семинария сможет принять до 150 студентов дневного отделения и 700 — заочного.
13 декабря 2023 года приказом Рособрнадзора № 2081 была аккредитована основная образовательная программа уровня магистратуры по направлению подготовки 48.04.01 Теология

## Хор семинарии
При семинарии в 1994 году был создан свой хор, который в настоящее время входит в хор духовенства Московской епархии.

## Ректоры
- архимандрит Иакинф (Карпинский) (1772—1775)
- архимандрит Арсений (Тодорский) (сентябрь 1775—1784)
- архимандрит Иоанн (Островский) (1789—1795)
- протоиерей Николай Качанкин (1996 — 26 июля 2012)
- епископ Зарайский Константин (Островский) (26 июля 2012 — 25 августа 2022)
- протоиерей Вадим Суворов (с 25 августа 2022)